# Árvore de Natal de Itu
A Árvore de Natal de Itu é uma megaestrutura em formato de árvore natalina montada desde 2006 na cidade de Itu, cidade conhecida pelos seus exageros. Sua altura é de 84 metros, o equivalente a 28 andares de um prédio convencional.
Em 2006, era a maior árvore do mundo, porém, em 2007, foi ultrapassada pela Árvore de Natal da Lagoa Rodrigo de Freitas, tornando-se a maior do estado de São Paulo e mantendo seu título de maior árvore de natal construída em shopping center.